# ドイチェ・フースバルマイスターシャフト1938-1939
ドイチェ・フースバルマイスターシャフト 1938-1939 はドイツサッカー協会によって開催された第32回目のクラブチーム全国大会である。FCシャルケ04が優勝し、通算4回目のドイチャー・フースバルマイスターの座に就いた。

## 概要
第二次世界大戦前最後のドイチェ・マイスターシャフトである。1938年に入って、ドイツはかねてから要求していた領土の獲得を立て続けに実現した。3月にはオーストリアを併合、9月にはミュンヘン会談で英仏の承認を得てチェコスロバキアのズデーテン地方も併合。そして、一連の領土拡張は国内サッカーにも影響を与えた。
両地域は第17・18番目の大管区 (ガウ)の地位を与えられ、ガウリーガ・オストマルク とガウリーガ・ズデーテンラントが新たに設置された。既存のガウリーガと同じくDM出場は優勝クラブだけであり、全国大会出場クラブ数は16から18へと拡大された。また、プロパガンダ的に「グロースドイチェ・マイスターシャフト」という呼称も使われた 。DMのクラブ数は18となり、4等分できる数ではないので、南東部の6クラブが入るグループ2のみ変則的な方式となった。ここではまず3クラブずつのアンダーグループ (Untergruppe) を2つ作ってリーグ戦を行い、双方の勝者が準決勝進出をかけて対戦する。ほかの3つのグループは引き続き4クラブ編成である。
1930年代前半に世界的強豪国だったオーストリアは、ドイツサッカーの中に入っても高い存在感を示した。まず1939年1月8日、SKラピート・ヴィーンがチャマーポカール1938決勝に進出し、3－1でFSVフランクフルトを破って優勝。続いてドイチェ・マイスターシャフトでも、SKアドミラ・ヴィーンが最初のオストマルク大管区王者として出場し、いきなり決勝に進出した。しかし、こちらは決勝戦史上最大点差のワンサイドゲームとなり、優勝候補本命のシャルケが9－0でアドミラに圧勝、4回目のドイツ制覇を決めた。
1939年12月21日、すでに各競技の運営組織を超越していたドイツ帝国体育連盟 (DRL)がNSDAP直属組織となり、国民社会主義体育連盟 (NSRL)に改名した。これによりスポーツクラブの独立性は失われ、彼らの資産はNSRLを通じてNSDAPに帰属するものとされた。ナチ党への直属は彼ら自身が望んだことであり、日増しに強くなるヒトラーユーゲント、歓喜力行団、SSなどの運営介入と圧力に対抗して、自分たちのスポーツ統括権を守りたいという狙いがあった。

## 出場クラブ[2]
| クラブ                             | 出場資格                                           |
| SVヒンデンブルク・アレンシュタイン | ガウリーガ・オストプロイセン1938-1939優勝          |
| ヴィクトリア・シュトルプ           | ガウリーガ・ポンメルン1938-1939優勝                |
| ブラオ＝ヴァイス90ベルリン         | ガウリーガ・ベルリン=ブランデンブルク1938-1939優勝 |
| フォアヴェルツRaSpoグライヴィッツ  | ガウリーガ・シュレージエン1938-1939優勝            |
| ドレスナーSC                       | ガウリーガ・ザクセン1938-1939優勝                  |
| SVデッサウ05                       | ガウリーガ・ミッテ1938-1939優勝                    |
| ハンブルガーSV                     | ガウリーガ・ノルトマルク1938-1939優勝              |
| VfLオスナブリュック                | ガウリーガ・ニーダーザクセン1938-1939優勝          |
| FCシャルケ04                       | ガウリーガ・ヴェストファーレン1938-1939優勝        |
| フォルトゥナ・デュッセルドルフ     | ガウリーガ・ニーダーライン1938-1939優勝            |
| SpVggシュルツ07                    | ガウリーガ・ミッテルライン1938-1939優勝            |
| CSC03カッセル                      | ガウリーガ・ヘッセン1938-1939優勝                  |
| ヴォルマティア・ヴォルムス         | ガウリーガ・ズュートヴェスト1938-1939優勝          |
| VfRマンハイム                      | ガウリーガ・バーデン1938-1939優勝                  |
| シュトゥットガルター・キッカース   | ガウリーガ・ヴュルテンブルク1938-1939優勝          |
| 1.FCシュヴァインフルト05           | ガウリーガ・バイエルン1938-1939優勝                |
| SKアドミラ・ヴィーン               | ガウリーガ・オストマルク1938-1939優勝              |
| ヴァルンスドルファーFK             | ガウリーガ・ズデーテンラント1938-1939優勝          |

## グループステージ

### グループ1
対象地域：ブランデンブルク、ニーダーザクセン、ノルトマルク、オストプロイセン。
| 順 | チーム                             | 試 | 勝 | 分 | 敗 | 得 | 失 | 得率  | 点 | 出場権     |     | HSV | OSN | HIA | BWB |
| -- | ---------------------------------- | -- | -- | -- | -- | -- | -- | ----- | -- | ---------- | --- | --- | --- | --- | --- |
| 1  | ハンブルガーSV                     | 6  | 4  | 1  | 1  | 22 | 11 | 2.000 | 9  | 準決勝進出 |     | —   | 5–1 | 5–2 | 3–0 |
| 2  | VfLオスナブリュック                | 6  | 2  | 2  | 2  | 10 | 12 | 0.833 | 6  |            |     | 4–2 | —   | 0–0 | 1–1 |
| 3  | SVヒンデンブルク・アレンシュタイン | 6  | 2  | 1  | 3  | 10 | 12 | 0.833 | 5  |            | 1–4 | 3–1 | —   | 1–2 |     |
| 4  | ブラオ=ヴァイス90ベルリン          | 6  | 1  | 2  | 3  | 7  | 14 | 0.500 | 4  |            | 3–3 | 1–3 | 0–3 | —   |     |

### グループ1試合結果
開催日：1939年4月2日・16日・23日・30日、5月14日・21日

会場：オリンピアシュターディオン・ベルリン、シュターディオン・アム・ビショフスホーラー・ダム (ハノーファー)、ローテンバウム=シュターディオン (ベルリン)、ヴァルトシュターディオン (アレンシュタイン)、ホルスト=ヴェッセル=シュターディオン (ケーニヒスベルク)、ヴェーザーシュターディオン (ブレーメン)、シュターディオン・ホーエルフト (ハンブルク)、ブレーマー・ブリュッケ (オスナブリュック)、モムセンシュターディオン (ベルリン)
| チーム #1                        | スコア    | チーム #2                        |
| -------------------------------- | --------- | -------------------------------- |
| ブラオ＝ヴァイス90ベルリン       | 3:3 (2:2) | ハンブルガーSV                   |
| VfLオスナブリュック              | 0:0       | ヒンデンブルク・アレンシュタイン |
| ハンブルガーSV                   | 5:1 (2:1) | VfLオスナブリュック              |
| ヒンデンブルク・アレンシュタイン | 1:2 (1:1) | ブラオ=ヴァイス90ベルリン        |
| ブラオ＝ヴァイス90ベルリン       | 1:3 (0:2) | VfLオスナブリュック              |
| ヒンデンブルク・アレンシュタイン | 1:4 (0:2) | ハンブルガーSV                   |
| VfLオスナブリュック              | 1:1 (0:1) | ブラオ＝ヴァイス90ベルリン       |
| ハンブルガーSV                   | 5:2 (2:1) | ヒンデンブルク・アレンシュタイン |
| ヒンデンブルク・アレンシュタイン | 3:1 (1:0) | VfLオスナブリュック              |
| ハンブルガーSV                   | 3:0 (1:0) | ブラオ＝ヴァイス90ベルリン       |
| VfLオスナブリュック              | 4:2 (4:2) | ハンブルガーSV                   |
| ブラオ＝ヴァイス90ベルリン       | 0:3 (0:2) | ヒンデンブルク・アレンシュタイン |

- アレンシュタイン-ブラウヴァイス・ベルリン戦は、ヴァルトシュタディオン・アレンシュタインでの開催。

(出典： Kicker Nr.  16 vom 18.  April 1939, Seite 6)
- ケーニヒスベルクのマラウネンホーフは、当時ホルスト＝ヴェッセル＝シュタディオンに改名されていた。

(出典： Kicker Nr.  17 vom 25.  April 1939, Seite 6)
- アレンシュタイン-オスナブリュック戦は、ヴァルトシュタディオン・アレンシュタインでの開催。

(出典： Kicker Nr. 20 vom 16.Mai 1939 , Seite 6 )

### グループ2

#### グループ2A
対象地域：ミッテルライン、ニーダーライン、ポンメルン。
| 順 | チーム                         | 試 | 勝 | 分 | 敗 | 得 | 失 | 得率  | 点 | 出場権     |     | F95 | S07 | STO |
| -- | ------------------------------ | -- | -- | -- | -- | -- | -- | ----- | -- | ---------- | --- | --- | --- | --- |
| 1  | フォルトゥナ・デュッセルドルフ | 4  | 3  | 0  | 1  | 7  | 4  | 1.750 | 6  | 準決勝進出 |     | —   | 3–2 | 1–0 |
| 2  | SpVggシュルツ07                | 4  | 2  | 0  | 2  | 10 | 6  | 1.667 | 4  |            |     | 1–3 | —   | 5–0 |
| 3  | ヴィクトリア・シュトルプ       | 4  | 1  | 0  | 3  | 1  | 8  | 0.125 | 2  |            | 1–0 | 0–2 | —   |     |

### グループ2A試合結果
開催日：1939年4月2日・7日・16日・23日・30日、5月7日

会場：ミュンガースドルファー・シュターディオン (ケルン)、ゲルマニア=プラッツ (シュトルプ)、フリンガー・ブロイヒ (デュッセルドルフ)、ラートレンバーン (ケルン)、ラインシュターディオン (デュッセルドルフ)
| チーム #1                      | スコア    | チーム #2                      |
| ------------------------------ | --------- | ------------------------------ |
| SpVggシュルツ07                | 1:3 (0:2) | フォルトゥナ・デュッセルドルフ |
| ヴィクトリア・シュトルプ       | 0:2 (0:0) | SpVggシュルツ07                |
| フォルトゥナ・デュッセルドルフ | 1:0 (0:0) | ヴィクトリア・シュトルプ       |
| SpVggシュルツ07                | 5:0 (3:0) | ヴィクトリア・シュトルプ       |
| フォルトゥナ・デュッセルドルフ | 3:2 (2:1) | SpVggシュルツ07                |
| ヴィクトリア・シュトルプ       | 1:0 (1:0) | フォルトゥナ・デュッセルドルフ |

- シュルツ-シュトルプ戦は、ケルン・ミュンガースドルフ区のシュタディオン＝ラートレンバーンでの開催。シュルツのホームスタジアムである。

(出典： Fußball Nr.  17 vom 25. April 39, Seite 9)

#### グループ2B
対象地域：バイエルン、ザクセン、ズデーテンラント。
| 順 | チーム                   | 試 | 勝 | 分 | 敗 | 得 | 失 | 得率  | 点 | 出場権     |     | DRE | S05 | WFK |
| -- | ------------------------ | -- | -- | -- | -- | -- | -- | ----- | -- | ---------- | --- | --- | --- | --- |
| 1  | ドレースナーSC           | 4  | 3  | 0  | 1  | 9  | 3  | 3.000 | 6  | 準決勝進出 |     | —   | 1–0 | 3–1 |
| 2  | 1.FCシュヴァインフルト05 | 4  | 3  | 0  | 1  | 9  | 4  | 2.250 | 6  |            |     | 1–0 | —   | 4–2 |
| 3  | ヴァルンスドルファーFK   | 4  | 0  | 0  | 4  | 5  | 16 | 0.313 | 0  |            | 1–5 | 1–4 | —   |     |

### グループ2B試合結果
開催日：1939年4月7日・10日・16日・30日、5月7日

会場：シュターディオン・アム・オストラゲヘーゲ (ドレスデン)、カンプフバーン・クライシェ (アウシヒ)、フォルクスパルクシュターディオン (バンベルク)、シュターディオン・アム・ハウプトバーンホーフ (ヴァルンスドルフ)、ヴィリー=ザックス=シュターディオン (シュヴァインフルト)、グロースカンプフバーン (ケムニッツ)
| チーム #1              | スコア    | チーム #2              |
| ---------------------- | --------- | ---------------------- |
| ドレスデナーSC         | 3:1 (3:0) | ヴァルンスドルファーFK |
| ヴァルンスドルファーFK | 1:4 (0:2) | FCシュヴァインフルト05 |
| FCシュヴァインフルト05 | 1:0 (1:0) | ドレスデナーSC         |
| ヴァルンスドルファーFK | 1:5 (0:1) | ドレスデナーSC         |
| FCシュヴァインフルト05 | 4:2 (3:1) | ヴァルンスドルファーFK |
| ドレスデナーSC         | 1:0 (0:0) | FCシュヴァインフルト05 |

- ドレスデナーSC-シュヴァインフルト戦は、グロースカンプフバーン・ケムニッツ (現シュポルトフォルム) での開催、観衆は50000人。

(出典 : Fußball Nr. 19 vom 9.Mai 1939 , Seite 6)

#### グループ2決勝
会場：シュターディオン・アム・オストラゲヘーゲ、ラインシュターディオン
| チーム #1    | 合計 | チーム #2                      | 第1戦 | 第2戦 |
| ------------ | ---- | ------------------------------ | ----- | ----- |
| ドレスナーSC | 7–4  | フォルトゥナ・デュッセルドルフ | 4–1   | 3–3   |

### グループ3
対象地域：バーデン、ミッテ、オストマルク、ヴュルテンベルク。
| 順 | チーム                           | 試 | 勝 | 分 | 敗 | 得 | 失 | 得率  | 点 | 出場権     |     | AWI | SKI | MAN | SVD |
| -- | -------------------------------- | -- | -- | -- | -- | -- | -- | ----- | -- | ---------- | --- | --- | --- | --- | --- |
| 1  | SKアドミラ・ヴィーン             | 6  | 3  | 1  | 2  | 20 | 11 | 1.818 | 7  | 準決勝進出 |     | —   | 6–2 | 8–3 | 5–1 |
| 2  | シュトゥットガルター・キッカース | 6  | 3  | 1  | 2  | 13 | 13 | 1.000 | 7  |            |     | 1–1 | —   | 3–2 | 3–2 |
| 3  | VfRマンハイム                    | 6  | 2  | 1  | 3  | 12 | 16 | 0.750 | 5  |            | 3–0 | 1–4 | —   | 0–0 |     |
| 4  | SVデッサオ05                     | 6  | 2  | 1  | 3  | 6  | 11 | 0.545 | 5  |            | 1–0 | 1–0 | 1–3 | —   |     |

### グループ3試合結果
開催日：1939年4月2日・16日・23日・30日、5月7日・14日・21日

会場：プラター・シュターディオン (ヴィーン)、シラーパルク (デッサウ)、アドルフ=ヒトラー=カンプフバーン (シュトゥットガルト)、ホルスト=ヴェッセル=カンプフバーン (ハレ・アン・デア・ザーレ)、シュターディオン、プラッツ・アン・デン・ブラウエライエン (マンハイム)、
| チーム #1                        | スコア    | チーム #2                        |
| -------------------------------- | --------- | -------------------------------- |
| SKアドミラ・ヴィーン             | 6:2 (3:1) | シュトゥットガルター・キッカース |
| SVデッサウ05                     | 1:3 (1:2) | VfRマンハイム                    |
| シュトゥットガルター・キッカース | 3:2 (2:2) | VfRマンハイム                    |
| SVデッサウ5                      | 1:0 (1:0) | SKアドミラ・ヴィーン             |
| VfRマンハイム                    | 3:0 (1:0) | SKアドミラ・ヴィーン             |
| シュトゥットガルター・キッカース | 3:2 (1:0) | SVデッサウ05                     |
| VfRマンハイム                    | 1:4 (0:1) | シュトゥットガルター・キッカース |
| SKアドミラ・ヴィーン             | 5:1 (3:0) | SVデッサウ05                     |
| VfRマンハイム                    | 0:0       | SVデッサウ05                     |
| シュトゥットガルター・キッカース | 1:1 (1:0) | SKアドミラ・ヴィーン             |
| SKアドミラ・ヴィーン             | 8:3 (3:2) | VfRマンハイム                    |
| SVデッサウ05                     | 1:0 (0:0) | シュトゥットガルター・キッカース |

- デッサウ-アドミラ戦とデッサウ-シュトゥットガルト戦は、ハレ・アン・デア・ザーレのホルスト＝ヴェッセル＝カンプフバーンでの開催。

(出典 : Fußball Nr. 16 vom 18.April 1939 , Seite 9 und Originalprogramm vom Spiel und Kicker Nr. 16 vom 18.April 1939 , Seite 9 / Fußball Nr.21 vom 23.Mai 1939 , Seite 8 )

### グループ4
対象地域：ヘッセン、シュレージエン、ズュートヴェスト、ヴェストファーレン。
| 順 | チーム                            | 試 | 勝 | 分 | 敗 | 得 | 失 | 得率  | 点 | 出場権     |     | S04 | VRG | W08 | CSC |
| -- | --------------------------------- | -- | -- | -- | -- | -- | -- | ----- | -- | ---------- | --- | --- | --- | --- | --- |
| 1  | FCシャルケ04                      | 6  | 5  | 0  | 1  | 17 | 5  | 3.400 | 10 | 準決勝進出 |     | —   | 4–0 | 1–2 | 6–1 |
| 2  | フォアヴェルツRaSpoグライヴィッツ | 6  | 4  | 0  | 2  | 12 | 11 | 1.091 | 8  |            |     | 1–2 | —   | 5–3 | 2–0 |
| 3  | ヴォルマティア・ヴォルムス        | 6  | 3  | 0  | 3  | 12 | 10 | 1.200 | 6  |            | 0–1 | 1–2 | —   | 3–1 |     |
| 4  | CSCカッセル                       | 6  | 0  | 0  | 6  | 4  | 19 | 0.211 | 0  |            | 1–3 | 1–2 | 0–3 | —   |     |

### グループ4試合結果
開催日：1939年4月2日・16日・23日・30日、5月14日・21日

会場：ヤーンシュターディオン (グライヴィッツ)、ウニオン=シュターディオン・アム・ズュートパルク (ゲルゼンキルヘン)、ヴァルトシュターディオン (フランクフルト・アム・マイン)、シュターディオン・アン・デア・ニュルンベルガー・シュトラーセ (カッセル)、オストパルクシュターディオン (フランケンタール (プファルツ))、シュレージアーカンプフバーン・デス・ヘルマン=ゲーリング=シュポルトフェルデス (ブレスラウ)、アレマニア=プラッツ (ヴォルムス)、シュターディオン・ローテ・エアデ (ドルトムント)、グリュックアウフ=カンプフバーン (ゲルゼンキルヘン)
| チーム #1                         | スコア    | チーム #2                         |
| --------------------------------- | --------- | --------------------------------- |
| フォアヴェルツRaSpoグライヴィッツ | 5:3 (2:1) | ヴォルマティア・ヴォルムス        |
| FCシャルケ04                      | 6:1 (2:0) | CSC03カッセル                     |
| ヴォルマティア・ヴォルムス        | 0:1 (0:1) | FCシャルケ04                      |
| CSC 03カッセル                    | 1:2 (1:0) | フォアヴェルツRaSpoグライヴィッツ |
| CSC03カッセル                     | 1:3 (1:2) | FCシャルケ04                      |
| ヴォルマティア・ヴォルムス        | 1:2 (1:1) | フォアヴェルツRaSpoグライヴィッツ |
| フォアヴェルツRaSpoグライヴィッツ | 1:2 (1:0) | FCシャルケ04                      |
| ヴォルマティア・ヴォルムス        | 3:1 (0:0) | CSC03カッセル                     |
| FCシャルケ04                      | 1:2 (1:2) | ヴォルマティア・ヴォルムス        |
| フォアヴェルツRaSpoグライヴィッツ | 2:0 (1:0) | CSC03カッセル                     |
| FCシャルケ04                      | 4:0 (1:0) | フォアヴェルツRaSpoグライヴィッツ |
| CSC03カッセル                     | 0:3 (0:0) | ヴォルマティア・ヴォルムス        |

- ヴォルムス-グライヴィッツ戦は、フランケンタールのオストパルクシュタディオンでの開催。収容人数は2万人で、観衆は5000人だった。

(出典: Fußball Nr. 17 vom 25.April 1939, Seite 16 und Kicker Nr. 17 vom 25.April 1939, Seite 11)
- グライヴィッツ-シャルケ戦は、ブレスラウのシュレージアカンプフバーン・デス・ヘルマン＝ゲーリング＝シュポルトフェルデスでの開催。観衆は45000人。

(出典: Fußball Nr. 18 vom 2.Mai 1939, Seite 9)

## 準決勝
会場：ヴァルトシュターディオン (フランクフルト・アム・マイン)、オリンピアシュターディオン・ベルリン
| チーム #1            | スコア  | チーム #2      |
| -------------------- | ------- | -------------- |
| 1939年6月4日         |         |                |
| FCシャルケ04         | 3–3 aet | ドレスデナーSC |
| SKアドミラ・ヴィーン | 4–1     | ハンブルガーSV |

### 再試合
会場：オリンピアシュターディオン・ベルリン
| チーム #1     | スコア | チーム #2    |
| ------------- | ------ | ------------ |
| 1939年6月11日 |        |              |
| FCシャルケ04  | 2–0    | ドレスナーSC |

## 三位決定戦
会場：シュターディオン・アム・オストラーゲヘーゲ
| チーム #1      | スコア | チーム #2      |
| -------------- | ------ | -------------- |
| 1939年6月17日  |        |                |
| ドレスデナーSC | 3–2    | ハンブルガーSV |

## 決勝
| FCシャルケ04 | 9 - 0    | SKアドミラ・ヴィーン |
| --- | -------- | -------------------- |
| カルヴィツキ 7分 · ウアバン 12分 · カルヴィツキ 30分 · カルヴィツキ 30分 · ティブルスキ 53分 · カルヴィツキ 61分 · カルヴィツキ 81分 · クツォーラ 84分 · シェパン 89分 | レポート |                      |

| FCシャルケ04         |  |                                   |  |
|                      |  |                                   |  |
| GK                   |  | ハンス・クロット                  |  |
| DF                   |  | ハンス・ボーネマン (サッカー選手) |  |
| DF                   |  | オットー・シュヴァイスフアト      |  |
| MF                   |  | ルドルフ・ゲレシュ                |  |
| MF                   |  | オットー・ティブルスキー          |  |
| MF                   |  | ヴァルター・ベアク                |  |
| FW                   |  | ヘアマン・エッペンホフ            |  |
| FW                   |  | フリッツ・シェパン                |  |
| FW                   |  | エアンスト・カルヴィツキ          |  |
| FW                   |  | エアンスト・クツォーラ            |  |
| FW                   |  | アードルフ・ウアバン              |  |
| 監督                 |  |                                   |  |
| オットー・ファイスト |  |                                   |  |

| SKアドミラ・ヴィーン |  |                                       |  |
|                      |  |                                       |  |
| GK                   |  | エミル・ブーフベアガー                |  |
| DF                   |  | ヨーゼフ・ミーアシツカ                |  |
| DF                   |  | オットー・ミーアシツカ                |  |
| MF                   |  | フリッツ・クラーツル (52分負傷退場)   |  |
| MF                   |  | ハンス・ウーアバネク                  |  |
| MF                   |  | フランツ・ハンライター                |  |
| FW                   |  | レオポルト・フォーグル (サッカー選手) |  |
| FW                   |  | フランツ・シリン                      |  |
| FW                   |  | カール・シュトイバー                  |  |
| FW                   |  | ヴィリー・ハーネマン                  |  |
| FW                   |  | カール・ドゥーアシュペクト            |  |
| 監督                 |  |                                       |  |
| ハンス・スコラウト   |  |                                       |  |

|  |